# Aby Gartmann
Pour les articles homonymes, voir Gartmann.
Albert Gartmann, surnommé Aby Gartmann (23 avril 1930 - 6 avril 2018) est un bobeur suisse notamment médaillé d'argent aux championnats du monde de bob à quatre en 1955. Il est le neveu d'Arnold Gartmann, lui aussi bobeur.

## Carrière
Aby Gartmann remporte la médaille d'argent en bob à quatre aux championnats du monde de 1954 organisés à Cortina d'Ampezzo en Italie avec Fritz Feierabend, Harry Warburton et Rolf Gerber. Aux Jeux olympiques d'hiver de 1956, aussi à Cortina d'Ampezzo, il est quatrième en bob à quatre.

## Palmarès

### Championnats monde
- Médaille d'argent dans l'épreuve de bob à quatre lors des championnats de 1956.